# ألفرد أنسيل
ألفرد أنسيل هو سياسي نيوزيلندي، ولد في 1876 في دنيدن في نيوزيلندا، وتوفي في 16 فبراير 1941. انتخب عضو مجلس النواب النيوزيلندي ‏.